# هيرواكي آبي
هيرواكي آبي (باليابانية: 阿部弘毅؛ بالكانا: あべ ひろあき) هو ضابط ياباني، ولد في 15 مارس 1889 في يونيزاوا في اليابان، وتوفي في 6 فبراير 1949 في اليابان.